# Antoine-Julien Alizard
Pour les articles homonymes, voir Alizard.
Antoine-Julien Alizard, né le 24 mars 1827 à Buironfosse et mort le 31 mars 1912 à Langres, est un peintre français.

## Biographie
Antoine-Julien Alizard a été l’élève de Léon Cogniet.
Il a été professeur de dessin, de peinture et de modelage à l’École de dessin de Langres.
Il est le père du peintre Joseph-Paul Alizard.